# Alcyone (1985)
El Alcyone es un buque oceanográfico operado por  la Sociedad Cousteau. Recibe su nombre por Alcíone, hija del dios Eolo.  
Fue creado como buque de pruebas para un nuevo sistema de propulsión marítima, la turbovela.  El Alcyone está equipado con dos de estas inusuales velas, que son utilizadas para aumentar la propulsión que le proporcionan sus motores diésel.  Desde el hundimiento accidental del  Calypso, el  Alcyone ha sido el buque para expediciones de la Sociedad Cousteau.